# Pośrednia Papirusowa Przełączka
Pośrednia Papirusowa Przełączka (słow. Vyšná Papirusova štrbina) – przełęcz znajdująca się w grani głównej Tatr Wysokich w ich słowackiej części. Oddziela od siebie dwie z trzech Papirusowych Turni: Pośrednią Papirusową Turnię na południowym zachodzie i Wielką Papirusową Turnię na północnym wschodzie.
Od strony południowo-zachodniej pod turnią znajduje się Barania Kotlina – górne piętro Doliny Dzikiej. Ściany opadające do niej są urwiste. Pod nimi biegnie Pośrednia Papirusowa Drabina – fragment wybitnego zachodu, jakim jest Papirusowa Drabina. Pod nią z kolei położone są Papirusowe Spady – urwisko opadające w stronę doliny. Do Czarnego Bańdziocha w górnych partiach Dolinie Czarnej Jaworowej zbiega natomiast w tym rejonie Szymkowy Żleb, ponad którym wyrastają bloki szczytowe Pośredniej i Wielkiej Papirusowej Turni.
Na siodło Pośredniej Papirusowej Przełączki nie wiodą żadne znakowane szlaki turystyczne, jest dostępna jedynie dla taterników. Najdogodniejsza droga prowadzi na nie z Przełęczy Stolarczyka od południowego zachodu, z obejściem Małej i Pośredniej Papirusowej Turni.
Pośrednia Papirusowa Przełączka zwana była dawniej Wyżnią Papirusową Przełączką.
Pierwsze wejścia (przy przejściu granią):
- Alfred Martin i przewodnik Johann Franz (senior), 16 lipca 1907 r. – letnie,
- Josef Bethlenfalvy i A. Roth, 7 kwietnia 1934 r. – zimowe[1].